# Taynaq
Taynaq è un comune dell'Azerbaigian situato nel distretto di Ağcabədi.